# Pegnitz, Bayern
För andra betydelser, se Pegnitz (olika betydelser).
Pegnitz är en stad i Landkreis Bayreuth i Regierungsbezirk Oberfranken i förbundslandet Bayern i Tyskland.